# Девушка с вечеринки
«Девушка с вечеринки» (англ. Party Girl) — цветной фильм нуар режиссёра Николаса Рэя, вышедший на экраны в 1958 году.
Действие фильма происходит в Чикаго в начале 1930-х годов. Фильм рассказывает о мафиозном адвокате (Роберт Тейлор), у которого начинается роман с танцовщицей из ночного клуба (Сид Чарисс), в результате которого он идёт на разрыв отношений со своим боссом (Ли Джей Кобб), и в конечном итоге к передаче информации о преступной деятельности мафиозного синдиката правоохранительным органам.
Фильм относится к категории «гангстерский нуар», в которую также входят такие фильмы 1950-х годов, как «Насаждающий закон» (1951), «Рэкет» (1951), «Город в плену» (1952), «Сильная жара» (1953), «Большой ансамбль» (1955) и «Братья Рико» (1957). Однако в отличие от этих картин, действие которых происходит в 1950-е годы, «Девушка с вечеринки» посвящена событиям начала 1930-х годов. Как пишет историк кино Дэвид Хоган, «возрождение жанра биографического фильма о гангстерах 1930-х годов началось через несколько лет после этого фильма с такими картинами, как „Взлёт и падение Леггса Даймонда“ (1960), „История Джорджа Рафта“ (1961), „Портрет мафиози“ (1962) и „Дикий пёс Колл“ (1961), однако „Девушку с вечеринки“ вряд ли можно назвать предтечей этой новой волны».

## Сюжет
В начале 1930-х годов в Чикаго в ночном клубе «Золотой петух», который принадлежит главарю крупного мафиозного синдиката Рико Анджело (Ли Джей Кобб), группа его подручных во главе с Луисом Канетто (Джон Айрленд) наблюдает за танцевальным номером, присматривая девушек из кордебалета для приглашения на вечеринку к боссу. Вернувшись после выступления в гримёрку, танцовщицы обнаруживают на своих столиках предложение принять участие в сегодняшнем вечернем мероприятии у Рико за гонорар в 100 долларов. Одна из них, Джой Хэмптон (Мирна Хансен), отказывается от предложения, так как ожидает звонка от своего возлюбленного Эдди, который не даёт о себе знать уже три недели. Её соседка по комнате и подружка Викки Гэй (Сид Чарисс) рекомендует ей позвонить самой или найти другого, неженатого парня. Викки рассказывает, что однажды в 15 лет пережила несчастный опыт общения с мужчиной «в тёмном сарае в Оклахоме», и с тех пор держится с ними очень осторожно.
Викки вместе с другими девушками появляется в дорогом особняке Рико на вечеринке, где собрался весь цвет города. Им выдают по 100 долларов и подводят познакомиться к хозяину, который, как выясняется, устроил мероприятие в честь того, что его любимая кинозвезда Джин Харлоу вышла замуж. По этому поводу грустный Рико напивается, а некоторое время спустя берёт пистолет и несколько раз стреляет в портрет Харлоу. На вечеринке скучающая Викки стоит у игрального стола, где Канетто ведёт игру в кости. Ему везёт, и он быстро выигрывает 400 долларов, которые даёт Викки. Некоторое время спустя Канетто пытается увлечь Викки с собой, однако она деликатно уворачивается и подходит к интеллигентному и респектабельному на вид мужчине Томасу «Томми» Фарреллу (Роберт Тейлор), которого просит отвезти её домой. Томми сначала язвительно замечает, что, может быть, лучше обратиться к тому, кто дал ей 400 долларов, но потом встаёт, опираясь на трость, и хромая ведёт её к выходу. Грозный Канетто подходит к Викки, рассчитывая увести её, однако когда Томми говорит, что она пойдёт с ним, тут же ретируется.
Подъехав к дому, Викки приглашает Томми выпить по чашке какао. Дома она говорит, что Канетто становится для неё серьёзной проблемой, но Томми говорит, что тот находится на свободе под залогом, а на следующей неделе его будут судить за убийство. И он боится связываться с Томми, потому что тот будет его защищать. Викки немного рассказывает о своей карьере танцовщицы и модели, а затем, зайдя в ванную, обнаруживает там Джой, лежащую в ванной с перерезанными венами. В полиции Викки сообщают, что Джой была на третьем месяце беременности, однако на вопросы детективов Викки отвечает, что ей ничего не известно о возможных мотивах самоубийства её подруги, так же как не известно и имя человека, с которым она встречалась. Вскоре появляется Томми и увозит подавленную Викки в гостиницу, так как в квартире продолжаются следственные мероприятия.
На следующее утро, докладывая Рико о делах, Томми просит повысить Викки и дать ей самостоятельный номер в шоу, но просит при этом не упоминать его имени. Затем Томми в своём кабинете готовится к суду, просматривая газеты, в которых утверждается, что Канетто ожидает электрический стул. К Томми на приём приходит Викки, чтобы поблагодарить его за то, что он помог избавиться от полиции в деле Джой, и за то, что благодаря ему ей дали сольный номер в шоу. Она также просит вернуть Канетто его 400 долларов. Когда Томми говорит, что Канетто сейчас нужны не деньги, а хороший адвокат, Викки отвечает, что делает это не ради Канетто, а ради того, чтобы у Томми сложилось о ней хорошее мнение. Когда Томми говорит, что 400 долларов — это не слишком высокая цена за женскую гордость, Викки забирает деньги и уходит, и в этот момент Томми вызывают на заседание суда по делу Канетто.
Когда Томми получает слово как представитель защиты, он встаёт и, нарочито хромая, что язвительно подмечает прокурор Стюарт, подходит к присяжным. Викки наблюдает за процессом из зала. Томми произносит эмоциональную речь, показывая газеты, которые уже вынесли обвинительный приговор гангстеру ещё до решения присяжных, а также всячески пытаясь вызвать их сочувствие. В итоге, вопреки всем ожиданиям, присяжные оправдывают Канетто, а возмущённый судья заявляет, что больше никогда не допустит, чтобы эти люди когда-либо ещё будут присяжными. После завершения заседания Викки находит Томми в соседнем подпольном баре, где собралась вся банда во главе с Рико, празднуя успех адвоката. Викки и Томми вдвоём садятся за столик, где танцовщица припоминает адвокату, что он обвинил её в том, что она торгует своей гордостью. Однако он, по её словам, ничем не лучше. Томми добился оправдания убийцы, о чём знают все, включая его самого. Он отвечает, что такова работа адвоката, и за то, что он делает свою работу лучше других, он получает лучшие гонорары. Викки говорит, что ей его жалко, после чего разозлённый Томми просит её удалиться. Столкнувшись в дверях заведения с Канетто, Викки отдаёт ему 400 долларов.
Томми в третий раз за неделю приходит на выступление Викки в «Золотом петухе», после чего Викки соглашается встретиться с ним. Томми отвозит ей к одному из разводных мостов, где рассказывает, что вырос в этом месте. И однажды, в 12-летнем возрасте, играя с другими детьми, он забрался по мосту выше всех, однако его нога застряла в разводном механизме, и ему раздробило кость. Продолжая свой рассказ уже дома, Томми говорит, что сначала он чувствовал себя героем, однако когда все подросли и стали гулять с девушками, он почувствовал себя ущербным. Тогда он поклялся добиться уважения и восхищения со стороны окружающих. И, по его словам, он достиг этого самым коротким путём, став юристом по криминальным делам. Теперь некоторые его ненавидят, другие боятся, но все уважают. Затем Томми сознаётся, что сделал в жизни одну ошибку, когда женился. Его жена была танцовщицей, очень красивой, которая считала, что её красота позволяет ей иметь всё — шикарный пентхаус, меха, драгоценности. Он любил её и с радостью всё это ей давал. Но однажды она заявила, что больше не может выносить его хромоту. Развода не было, и Томми по-прежнему полностью содержит свою жену со всеми её мехами и драгоценностями, хотя с той ночи ни разу её не видел.
На протяжении нескольких следующих месяцев между Викки и Томми развивается серьёзный роман, Томми посылает ей в гримёрку букет алых роз с карточкой, на которой написано «за три самых счастливых месяца в моей жизни». Вечером радостно-возбуждённый Томми встречает Викки дома, целует, поздравляя с их датой, и дарит дорогое колье. Полная чувств Викки обнимает его и целует долгим поцелуем. В этот момент раздаётся звонок от Рико, приглашающий адвоката немедленно приехать на ужин, несмотря на то, что уже два часа ночи. За ужином Рико сначала нахваливает одного из своих приближённых, который наладил сбор дани с бильярдных клубов, но затем начинает жестоко избивать его за то, что тот попытался захватить власть в их организации. Томми останавливает Рико и приказывает немедленно отправить жертву в больницу. Когда по телефону сообщают, что избитый всё-таки выживет, Томми рекомендует Рико на некоторое время уехать в Майами. Викки, которая слышала последний разговор, просит Томми прекратить все дела с гангстерами, пока ещё не поздно.
Томми вместе с Викки посещает известного хирурга, который говорит, что у адвоката есть небольшая надежда излечить хромоту, но для этого потребуется операция по новейшей методике в Стокгольме с последующим годичным курсом реабилитации. Викки решает ехать вместе с Томми, однако неожиданно для неё Томми уезжает в Стокгольм один, не желая осложнять ей жизнь своими проблемами. Однажды после выступления в клубе Викки заходит в гримёрку, где её ожидает Женевьева (Клэр Келли), жена Томми, заявляя, что теперь, почти через год после операции, которая прошла удачно, она, возможно, вернётся к мужу. Однако Викки отвечает «вы его не любите, и вы ему не жена, а всего лишь за ним замужем», и выпроваживает Женевьеву из гримёрки. Затем она видит телеграмму от Томми, который пишет, что любит её и зовёт приехать. Викки приезжает в Стокгольм, где Томми показывает ей, что уже ходит без палочки, затем они путешествуют по Европе, посещая Лазурный берег, швейцарские Альпы и Венецию.
Вернувшись в Чикаго, Томми приходит на приём к Рико, который знакомит его с Куки Ла Моттом (Кори Аллен), бывшем убийцей, который теперь стоит во главе банды, контролирующей юг штата, и ставший своего рода партнёром Рико. За Куки серьёзно взялся честолюбивый и неподкупный прокурор штата Джеффри Стюарт (Кент Смит), который хочет осудить его. Томми говорит, что у Куки нет шансов в суде, и рекомендует ему покинуть штат как можно скорее. Недовольный гангстер уходит, после чего Томми говорит Рико, что Куки — сумасшедший, психопат, и с ним нельзя иметь дело. Когда Рико тем не менее требует от Томми заняться этим делом, тот сообщает, что решил уехать в другой город и открыть там собственную юридическую практику. Однако Рико говорит, что не может отпустить Томми, так как тот слишком много знает. Когда Томми настаивает на своём решении, Рико сначала угрожает снова сломать ему ногу, но когда адвоката это не пугает, Рико угрожает облить кислотой лицо Викки. После этих слов Томми соглашается защищать Куки.
Томми вместе с Викки едет на поезде в Спрингфилд, чтобы защищать Куки в суде, обещая ей, что это его последнее дело для Рико. Во время отбора присяжных Томми по словам своего помощника догадывается, что Рико уже подкупил некоторых из них. На следующий день газеты выходят с заголовкам, что один из присяжных был подкуплен, а Куки тем временем исчез. По возвращении в Чикаго, Рико сообщает Томми, что Куки выехал за границу штата, добрался до Индианы и собирается избавиться от Стюарта. Рико приказывает Томми поехать к Куки и вразумить его, однако адвокат отказывается. Однако, вспомнив об угрозах Рико, Томми отправляет Викки домой, а сам едет на встречу с Куки. В одном из подпольных баров Томми пытается отговорить Куки от убийства Стюарта, однако гангстер не хочет его слушать, и не хочет знать мнения Рико. В этот момент кто-то открывает по членам банды огонь из автомата, убивая всех на месте.
Ожидая возвращения Томми, Викки слушает по радио сообщение о том, что сегодня закончилась карьера Куки Ла Мотта, когда он сам и четверо его подручных были расстреляны на месте, а тела ещё четверых убитых пока не идентифицированы. Далее сообщается, что по слухам, убийство было осуществлено по указанию Рико Анджело. Той же ночью Канетто и другие люди Рико убивают оставшихся в Чикаго членов банды Ла Мотта. Прокурор Стюарт, выступая перед прессой, говорит, что штат не будет стоять в стороне от развязанной войны мафиозных группировок. Завтра он добьётся решения суда о праве прокурора арестовывать всех, кто связан с бандой Рико. В этот момент Томми возвращается домой и обнимает напуганную Викки. Он хочет, чтобы Викки немедленно уехала из города, однако она отказывается уезжать одна. Раздаётся звонок от Рико, который говорит, что против него ничего нет, и если Томми будет молчать, то власти не смогут даже выписать ордер на его арест. И потому Рико рекомендует адвокату немедленно куда-нибудь уехать. Пока Томми и Викки собирают вещи, приходит полиция и задерживает их обоих как важных свидетелей.
На следующий день Рико читает в газете заголовок «Адвокат мафии и танцовщица попались в ловушку любви». Рико хочет внести залог за Томми, но новый адвокат отговаривает его на том основании, что это укажет на связь между ними. Тем не менее Рико даёт указание внести залог за Викки, чтобы Томми чувствовал, что на свободе она находится в руках мафии как заложница. Прокурор Стюарт просит у судьи временно задержать Викки без предъявления конкретных обвинений, однако просит оставить Томми под стражей до суда, где против него будут выдвинуты обвинения в подкупе присяжного, и кроме того он будет проходить ключевым свидетелем по делу Рико Анджело. Судья устанавливает для Гей залог в 5 тысяч долларов, а для Томми — в 200 тысяч долларов. Сразу после заседания Гей выпускают на свободу, так как залог за неё уже внесён.
Две недели спустя Стюарт приходит к Томми в камеру, задавая вопросы о том, кто подкупил присяжного и кто убил Куки Ла Мотта, однако адвокат отвечает, что это ему не известно. Стюарт говорит, что он, возможно, знает, что адвокат в этих делах ни при чём, но присяжные об этом не знают. Томми отвечает, что пока он был адвокатом, его задачей было защищать виновных, а Стюарт, видимо, видит свою задачу в том, чтобы осуждать невинных. Стюарт готов снять с Томми все обвинения, если тот согласиться свидетельствовать в суде против Рико, однако Томми отказывается. В тот же день Томми получает первое свидание в тюрьме с Викки, которая снова работает в клубе, и ей даже повысили зарплату. Томми сообщает ей, что Женевьева решила развестись с ним, говоря, что теперь, наверное, поздно говорить о его браке с Викки. Однако Викки отвечает, что для неё не может быть поздно. Перед её уходом Стюарт предупреждает Викки, что Томми может получить 20 лет тюрьмы и просит уговорить мужа дать показания на Рико.
На новогодней вечеринке в «Золотом петухе» Викки выступает с сольным номером, после которого к ней в гримёрку заходит Канетто, говоря, что парни высоко ценят то, что Томми помалкивает, на что Викки отвечает, что было бы лучше, если бы он заговорил и рассказал всё. Канетто замечает, что если так произойдёт, то её жизнь может стать значительно хуже, и тогда ей не плохо иметь поблизости такого парня как он, который не боится Рико. Викки бьёт его щёткой для волос и выталкивает из гримёрки. Затем Викки звонит Стюарту и просит его организовать встречу с Томми, но не в тюрьме, а в каком-либо месте, где они смогли бы поговорить конфиденциально, обещая попробовать уговорить Томми пойти на сотрудничество. Стюарт устраивает ей встречу с Томми на специально арендованной квартире, где Викки уговаривает Томми рассказать всё прокурору. Томми считает, что пока он молчит, Рико и его банда ничего не сделают Викки, однако она рассказывает, что вчера к ней приходил Канетто и вёл себя с ней так, как будто она принадлежит ему. Выйдя от Томми, Викки говорит Стюарту, что «он не будет говорит, потому что таким образом защищает меня».
Стюарт вызывает Томми к себе, и сообщает, что после того, как даже Викки не смогла его убедить, он считает бесполезным продолжать держать адвоката в тюрьме и отпускает на свободу. Томми понимает, что если его выпустят, Рико решит, что он заключил сделку с правосудием, и как только он выйдет, его убьют. Однако Стюарт говорит, что теперь это проблема самого Томми, впрочем как и то, что теперь будет с Викки. Тогда Томми просит обеспечить Викки государственную защиту, на что Стюарт отвечает, что готов отправить её в Лос-Анджелес и держать там под защитой, сколько потребуется. После этого обещания Томми садится к столу и начинает давать показания. Некоторое время спустя люди Стюарта сажают Викки в отдельное купе и провожают поезд, говоря, что на месте её встретят. Однако, как только поезд трогается, в купе Викки входит Канетто с подручным. Тем временем в кабинете Стюарта Томми подписывает свои показания, которых достаточно для ареста Рико и всех членов его банды. Стюарт объявляет, что теперь Томми свободен, однако говорит, что некоторое время ему было бы безопаснее посидеть в полиции, однако адвокат отвечает, что ему теперь нигде не будет безопасно, и уходит. На всякий случай Томми подсказывает, что теперь Рико будет всегда у него за спиной, после чего Стюарт поручает установить слежку за адвокатом.
Томми заходит в один из баров, контролируемых Рико, и просит бармена дать знать, что он на свободе. Вскоре Рико через своих людей даёт знать Томми, что хочет с ним встретиться. В соответствии с инструкциями, полученными по телефону, Томми незаметно выходит через служебный вход, однако перед этим успевает записать на стене около телефона адрес, куда его пригласили. Люди Стюарта видят этот адрес, но не успевают проследовать за адвокатом.
Когда Томми привозят в Клуб на Южной улице, где Рико просит всех выйти из комнаты, за исключением Канетто и своего нового адвоката. Томми говорит, что рассказал Стюарту всё, что ему известно. Рико требует, чтобы Томми пошёл к Стюарту и отказался от своих слов. Когда Томми говорит, что это невозможно, Рико достаёт бутылочку с кислотой и говорит «я думаю, ты это сделаешь», после чего по его указанию в комнату приводят Викки, и Рико напоминает о своей угрозе изуродовать ей лицо. Тогда Томми пытается сыграть на сентиментальных качествах Рико, напоминая тому, как его звали королём детей, потому что он никогда не поднимал руку на беззащитных. А теперь под влиянием своего окружения, состоящего из бандитов вроде Канетто, он потерял свой образ. Далее Томми предлагает, что если Рико сейчас же отпустит Викки, то он как адвокат полностью подготовит его защиту в суде.
В этот момент раздаётся стрельба из автоматов. Сотрудники Стюарта вызвали по указанному Томми адресу несколько машин с вооружёнными полицейскими, которые окружили клуб и начали штурм. Во время интенсивной перестрелки Канетто берёт бутылочку с кислотой и пытается облить сначала Викки, а затем вставшего на её защиту Томми, однако неудачно подходит к окну, и его прошивают автоматной очередью. Рико хватает бутылочку и надвигается на Томми и Викки, однако теряет равновесие, после чего кислота попадает ему на лицо. Схватившись за лицо руками, Рико, ничего не видя, пятится назад, спотыкается о труп Канетто и выпадает из окна второго этажа, разбиваясь насмерть. Обнявшись, Томми и Викки уходят по пустынной ночной улице.

## В ролях
- Роберт Тейлор — Томас «Томми» Фаррелл
- Сид Чарисс — Викки Гэй
- Ли Дж. Кобб — Рико Анджело
- Джон Айрленд — Луис Канетто
- Кент Смит — Джеффри Стюарт
- Клэр Келли — Женевьева, жена Фаррелла
- Кори Аллен — Куки Ла Мотт
- Бенни Рубин — мистер Филд (в титрах не указан)

## Создатели фильма и исполнители главных ролей
Историк кино Джереми Арнольд считает Николаса Рэя «одним из величайших американских режиссёров», отмечая, что «к моменту создания „Девушки с вечеринки“ он уже поставил такие классические фильмы, как „В укромном месте“ (1950), „На опасной земле“ (1952), „Джонни Гитара“ (1954) и „Бунтарь без причины“ (1955)». Арнольд пишет, что «умение Рэя сочетать жестокие сцены экшна с эпизодами глубокой нежности стало чем-то вроде его фирменного стиля», что «во многом заметно и в „Девушке с вечеринки“». Кинокритик Дикос выделяет три фильма нуар Рэя, которые с особой силой «доносят ощущение беспокойства и тревоги» — «Они живут по ночам» (1948), «В укромном месте» (1950) и «На опасной земле» (1951), относя к этой категории, но в меньшей степени, и «Девушку с вечеринки». Среди других картин Рэя заслуживает упоминания судебная драма «Стучись в любую дверь» (1949), вестерн «Необузданные» (1952), драма о пристрастии учителя к сильнодействующим лекарствам «Больше, чем жизнь» (1956) и приключенческая криминальная драма о быте и нравах эскимосов «Невинные дикари» (1960).
Как отмечает Арнольд, студия «Метро-Голдвин-Майер» сделала этот фильм, «главным образом для того, чтобы как-то оправдать высокие зарплаты Роберта Тейлора и Сид Чарисс, которые остались двумя последними звёздами студии на долгосрочных контрактах. После этого фильма контракты с обоими звёзды были прекращены (хотя позднее Тейлор сыграл ещё в двух картинах студии по отдельным договорам)». Тейлору на момент съёмок было уже 47 лет, и он уже 24 года отработал на «Метро-Голдвин-Майер» (лишь один актёр, Льюис Стоун, проработал на студии больше). «Карьера Тейлора началась с безвкусных романтических ролей в фильмах с такими звёздами, как Грета Гарбо, но в 1950-е годы он превратился в великолепного актёра». К числу наиболее известных картин с участием Тейлора относятся мелодрама по Александру Дюма «Дама с камелиями» (1936) с Гретой Гарбо, военная драма по Ремарку «Три товарища» (1938), военная мелодрама «Мост Ватерлоо» (1940) с Вивьен Ли, фильмы нуар «Джонни Игер» (1941), «Подводное течение» (1946), «Высокая стена» (1947), «Взятка» (1949) и «Полицейский-мошенник» (1954), исторические драмы «Камо грядеши» (1951) и «Айвенго» (1952).
По мнению Арнольда, «Сид Чарисс, которую Фред Астер однажды назвал „красивым динамитом“, была жертвой времени. Потрясающая и талантливая танцовщица, она была великолепна во всех своих ролях в мюзиклах „Метро-Голдвин-Майер“, однако те неуклонно выходили из моды». Чарисс, в частности, сыграла в таких танцевальных мюзиклах, как «Поющие под дождём» (1952), «Театральный фургон» (1953), «Бригадун» (1954), «Всегда хорошая погода» (1955) и «Шёлковые чулки» (1957). Чарисс тяжело восприняла новость о прекращении с ней контракта. «Студия была для меня как родной дом, где я провела 14 лет», — писала она, и расставание далось ей довольно болезненно.
Ли Джей Кобб дважды номинировался на Оскар за роли второго плана в фильмах «В порту» (1954), где он сыграл сходную роль мафиозного босса, и «Братья Карамазовы» (1958). Кроме того, Кобб известен ролями в фильмах нуар «Бумеранг!» (1947), «Джонни О’Клок» (1947), «Звонить Нортсайд 777» (1948), «Воровское шоссе» (1949), «Человек, который обманул себя» (1950), а позднее — а таких картинах, как «12 разгневанных мужчин» (1957), «Три лица Евы» (1957), «Блеф Кугана» (1968) и «Изгоняющий дьявола» (1973).

## Работа над фильмом
Джереми Арнольд пишет, что после получения предложения о съёмках, Рэй увлёкся идеей создания этого фильма, так как «в период сухого закона сам жил в Чикаго, и ему очень хотелось перенести на экран ощущение и музыку того времени. Но уже после подписания контракта, Рэй выяснил, что сценарий уже написан, и он не сможет существенным образом в нём что-либо изменить. Более того, студия сказала „нет“ использованию музыки того времени, так как считала, что это может ограничить зрительскую аудиторию фильма». Кроме того, первоначально по плану три дня было отведено на натурные съёмки в Чикаго, «но позднее они были отменены, когда съёмочный процесс выбился из графика». Несмотря на то, что в сложившихся условиях у Рэя оставалось не так много возможностей для реализации собственных идей, он сделал всё от него зависящее и «наполнил фильм многими оригинальными стилистическими решениями». Как позднее писал сам Рэй: «Когда я не смог внести в сценарий то, что хотел, я попытался уделить особое внимание цвету и актёрской игре для передачи причудливой реальности того времени, чтобы люди, которые жили той жизнью, поверили бы, что такова и была их реальность».
Во время работы над фильмом группа столкнулась с определёнными трудностями при съёмке танцевальных номеров Чарисс из-за начавшейся забастовки музыкантов. «Постановщику танцев Роберту Сидни пришлось репетировать номера в Мексике с дублёрами, а реальная съёмка номеров в одном случае проводилась исключительно под записанный заранее барабанный трек, а во втором — с артистами, только изображающими музыкантов». После окончания забастовки Андре Превен сочинил для фильма музыку (но в титрах указан не был). По словам Чарисс, режиссёр Рэй не особенно углублялся в эти музыкальные интерлюдии: «Ник Рэй был отличным режиссёром», — писала она позднее, «но он мало что понимал в танцах или мюзиклах, и легко признавал это. У него хватило ума передать это дело Бобу Сидни и музыкальному отделу студии».

## Оценка фильма критикой

### Общая оценка фильма
После выхода фильма на экраны критики оценили его довольно сдержано. Так, журнал Variety назвал его «рядовой мелодрамой о гангстерских делах в Чикаго начала 1930-х годов, которая сыграна довольно бесхитростно», так как в фильме «не делается попытки понять это явление или увязать его со своим временем». Кинокритик «Нью-Йорк таймс» А. Х. Вейлер, оговорившись сразу, что картина «красиво одета в цвет и в Синемаскоп, а также профессионально выполнена режиссёром Николасом Рэем и продюсером Джо Пастернаком», далее замечает, что создатели фильма «подходят к теме так, словно они только что узнали о взрывном Чикаго начала 1930-х годов». Как полагает критик, «фактом является то, что этот фильм, как и чарльстон, устарел, и рассказывает о прошлом, которое могло бы быть увлекательно, если бы не было столь пугающим напоминанием о том, что лучше забыть». Резюмируя своё мнение, Вейлер пишет, что «несмотря на всю его атрибутику и периодические перестрелки», в фильме «мало чего нового или увлекательного».
Современные критики более благосклонны к фильму, хотя и с некоторыми оговорками. Так, назвав его «оптимистической версией „Джонни Гитары“, действие которого происходит в Чикаго времён сухого закона», журнал TimeOut пишет, что «хотя его слишком часто относят к категории „потрясающих, но не лишённых изъянов“ фильмов, на самом деле он значительно лучше. Как и во всех фильмах Рэя, идеи и чувства переводятся здесь в великолепные визуальные образы, например, когда гангстер Ли Джей Кобба стреляет в портрет Джин Харлоу, узнав, что она недавно вышла замуж». Кинокритик Дэвид Хоган описывает фильм как «экстравагантный романтический триллер» и «одну из самых красивых и радующих глаз картин 1950-х годов, которая снята в СинемаСкопе с блестящим Метроколором», и далее — как «жанровое произведение с уникальной эстетикой, необычную, но удачную амальгаму нуаровых тем и стилей, с визуальными брызгами мюзиклов „Метро-Голдвин-Майер“ (особенно, „Поющих под дождём“) и грубоватым, энергичным морализмом „Ревущих двадцатых“ (1939) и других гангстерских мелодрам „Уорнер бразерс“ 1930-х годов». Подводя итог, Хоган заключает, что «фильм не открывает ничего нового, если не считать беззастенчивого комбинирования этими бесперспективными элементами, что само по себе становится значимым достижением». Арнольд также отмечает, что картина «является необычной смесью фильма нуар с мюзиклом», далее указывая, что «сценарий этой гангстерской истории довольно обычный, но включение в фильм двух страстных музыкальных номеров и визуальное воображение режиссёра Николаса Рэя подняли картину до запоминающегося уровня». Критик Майкл Кини считает, что «временами фильм мучительно медленный», хотя «жгучие танцевальные номера Чарисс и спорадические вспышки насилия должны помочь поддерживать внимание сонного зрителя», а «кульминация фильма просто великолепна». А Шварц заключает, что это «классный фильм нуар Николаса Рэя, и не стоит обращать внимание на его поверхностные недостатки».

### Некоторые особенности фильма
Намекая на устарелость фильма, Вейлер в 1958 году написал, что если судить по этой картине, «кинодвойники предвоенных чикагских бандитов, убийц и мафиозных боссов столь же неуничтожимы, как и монстр Франкенштейна». Далее он отмечает, что «хотя на протяжении более чем четверти века их ряды в фильмах регулярно опустошаются, однако они продолжают процветать без какой-либо видимой причины», а данный фильм «ещё раз доказывает, что концепция старого кино предполагает множество убийств». Вейлер полагал, что жанр гангстерского кино отошёл в прошлое. Между тем, как отмечает кинокритик Брюс Эдер, вскоре после выхода «Девушки с вечеринки» продюсер Куинн Мартин создал для телевидения гангстерский фильм «Банда лица со шрамом» (1959), а затем сериал «Неприкасаемые» (1959—1963), и если не считать цвет и широкоформатную съёмку, то фильм Рэя во многом предвосхищает элементы этого сериала, особенно в сценах экшна и в странных, причудливых образах персонажей". Между тем, настоящее возрождение жанра гангстерского кино в США наступило в 1970-е годы после выхода «Крёстного отца» (1972), за которым последовали такие фильмы, как «Злые улицы» (1973), «Лицо со шрамом» (1983), «Неприкасаемые» (1987) и «Славные парни» (1990).
Хоган отмечает, что этот фильм «в отличие от предыдущих проектов Рэя не был столь взрывным и своевременным, как „Бунтарь без причины“, или столь социально острым, как „Они живут по ночам“, или столь намеренно причудливым и отрицающим половые роли, как „Джонни Гитара“, или столь тревожно потрясающим, как „Больше чем жизнь“», и, кроме того, под давлением студии режиссёр, «возможно, позволил себе немного дать слабину», из-за чего впоследствии отзывался о фильме довольно негативно.
Дикос обращает внимание на то, что фильм вступает в определённый конфликт с нормами Производственного кодекса, так как его положительная героиня Викки Гей заводит роман с Томми Фарреллом, зная, что он женат и к тому же работает на мафию.

### Оценка работы режиссёра и творческой группы
Журнал Variety оценил сценарий как «умный и убедительный», а постановку Рэя — как «хорошую в пределах его компетенции». С другой стороны TimeOut отметил, что «хотя сценарий и беден, владение цветом и форматом у Рэя как всегда мастерское». По мнению Шварца, «Рэй делает чудеса со слабым сценарием Джорджа Уэллса, мастерски используя камеру для передачи состояния отчуждённости и ранимости героев. Кроме того, вводя экзотические танцевальные номера и сбивающие с толку костюмы, он создаёт потрясающие образы, которые имеют броский сюрреалистический вид».
Особое внимание было уделено работе Рея с цветом в этом фильме. Так, Хоган отметил, что Рэй и «ранее с большой силой и символизмом использовал цвет в фильмах „Бунтарь без причины“, „Джонни Гитара“ и других проектах, но никогда не делал это с такой рискованной отвагой, как в этом фильме» . Критик подчёркивает, что это «во многом личный проект Рэя, где он создаёт нечто чудесное из очень малого. Картина сводит воедино жертв и их мучителей на полотне неземной красоты». Хоган обращает внимание, что «если по сюжету это гангстерский триллер, то по цветовому решению — он красный. Вместе с оператором Робертом Броннером и консультантом по цвету Чарльзом К. Хедеганом, Рэй использовал красные оттенки для показа любви и сексуальной страсти, пламени насилия, первобытного очарования большим городом, решительности характера и крайнего отчаяния», с которым резко контрастируют коричневые и холодно синие оттенки мира больших денег, одежды и окружения Тома, но «с появлением Викки мы понимаем, что его цвет будет холодно-синим недолго».
Эдер указывает, что «многие поклонники Николаса Рэя считают этот фильм визуально самым красивым из всех его фильмов. Снятый в СинемаСкопе и в цвете, с Чарисс и Тейлором в главных ролях, этот фильм стал наслаждением для зрителя, настоящим взрывом цвета и движения во многих своих лучших эпизодах». Арнольд также обращает внимание на то, что «экспрессивное использование движений камеры, символизм и более всего цвет переполняют этот фильм».

### Оценка актёрской игры
Высоко оценив актёрскую игру исполнителей главных ролей, журнал Variety написал, что «Тейлор очень убедителен в роли учтивого зрелого адвоката. Для Чарисс не хватает материала, чтобы продемонстрировать своё актёрское мастерство, но она смотрится интересно, а в двух отличных танцевальных номерах, просто захватывающе. Ли Джей Кобб создаёт очередной яркий образ». Вейлер в «Нью-Йорк таймс» придерживается сходного мнения. По его словам, «Тейлор в роли стойкого юридического представителя мафии добивается максимума в серии довольно стереотипных ситуаций. В роли несгибаемого и крепкого деятеля он настолько убедителен, насколько можно ожидать от такой банальной роли. Сид Чарисс, в роли девушки-танцовщицы из названия и света жизни нашего героя, очень украшает картину, хотя и не особенно впечатляет. Однако в этом нельзя винить мисс Чарисс. Она исполняет парочку эффектных номеров в коротких обтягивающих костюмах, которые не требуют особых пояснений, и кроме того ей удаётся представить достаточно правдоподобно написанный для неё скучный текст. Ли Джей Кобб играет грубо отёсанного, крутого мафиозного босса, который управляет жизнями главных героев, а также жизнями своих подручных». Здесь он предстаёт как «странным образом сентиментальный и отчасти привлекательный персонаж, вся низость которого раскрывается полностью только в наполненной пулями кульминации картины». Джон Айрленд, Кент Смит, Дэвид Опаташу, а также Мирна Хансен, Барбара Лэнг и Бетти Юти в ролях танцовщиц вполне справляются со своими ролями второго плана".
По мнению Хогана, «Тейлор был намного лучшим актёром, чем считалось, и здесь он увлекателен в роли немолодого героя с глухим раскатистым голосом. Хотя Тейлору не требовалась помощь со стороны Рэя, цветовое решение, безусловно, придаёт его озабоченному проблемами адвокату дополнительную глубину». Далее он пишет: «Чарисс, великолепная женщина и блестящая танцовщица, была довольно невыразительной актрисой. И когда мы видим Викки Гэй в бесконечной смене алых платьев, шляп и танцевальных костюмов, мы понимаем, что Рэй таким образом помогает актрисе выразить чувства, существовавшие вне её актёрского диапазона». Эдер считает, что «Тейлор справляется с ролью достаточно хорошо и с большим достоинством. Ли Джей Кобб в роли мафиозного босса — очень отдалённо напоминающего Аль Капоне — работает так, что его Джонни Фрэндли из фильма „В порту“ выглядит просто бледно. А Кори Аллен остаётся в памяти в почти эпизодической роли гангстера Куки Ла Мотта (который, вероятно, списан с реального мафиозного киллера Безумной собаки Колла)».
По информации Арнольда, «мафиозный адвокат в исполнении Тейлора отдалённо напоминает Дикси Дэвиса, реального адвоката мафиозного босса Датча Шульца, который позднее стал информатором властей». Во время работы Рэй был впечатлён самоотдачей Тейлора, который "работал как настоящий представитель метода игры Актёрской школы. В частности, Рэй вспоминал, как Тейлор специально ходил к остеологу, чтобы понять, как воздействует боль на хромого человека. Далее Арнольд пишет, что «хотя приглашение Чарисс на эту роль не совсем соответствует её актёрскому амплуа, она исполняет пару страстных номеров, и поскольку как актриса она известна по мюзиклам, это, конечно, позволяет публике сразу же принять её в этой роли».